# Пам'ятний знак містам-побратимам Сум
50°54′44″ пн. ш. 34°48′19″ сх. д. / 50.912166° пн. ш. 34.805363° сх. д.

Пам'ятний знак у січні 2011 року

Пам'ятний знак містам-побратимам Сум встановлено у 2008 році у фонтані на вул. Героїв Сталінграда. Верхня частина знаку являє собою коло, на якому написано назву міста Суми трьома мовами: українською, російською та англійською. У центрі кола знаходиться 3 «сумки» — символ Сум. Нижче під колом написи назв 8 міст-побратимів Сум:
- Болгарія — Враца;
- Німеччина — Целле;
- Польща — Люблін;
- Польща — Гожув-Великопольський;
- Польща — Замостя;
- Росія — Курськ;
- Росія — Бєлгород;
- Росія — Сєверодвінськ.

Вартість спорудження пам'ятного знаку становила 350 тис. гривень.